# Gavotí de Cassin
El gavotí de Cassin (Ptychoramphus aleuticus) és un ocell marí de la família dels àlcids (Alcidae), de formes arrodonides, que s'estén àmpliament pel Pacífic Nord. És l'única espècie viva del gènere Ptychoramphus.

## Morfologia
- Petit gavotí d'uns 25 cm de llargària i un pes de 175 grams.
- Per sobre és de color gris molt fosc, barbeta, gola i part anterior del coll brunenc. Flancs gris fosc. Pit i abdomen blancs.
- Hi ha unes taques blanques per sobre i sota dels ulls.
- Potes blavoses i petit i esmolat bec, de color negre.

## Hàbitat i distribució
Ocell pelàgic i costaner. Cria en caus a illes properes al continent americà, des del sud d'Alaska, les illes Aleutianes i cap al sud fins Baixa Califòrnia.